# سیارک ۷۳۱۹
سیارک ۷۳۱۹ (به انگلیسی: 7319 Katterfeld، نامگذاری:1976SA6) هفت هزار و سیصد و نوزدهمین سیارک کشف شده‌است که در ۲۴ سپتامبر ۱۹۷۶ کشف شد.
قدر مطلق سیارک برابر ۱۴٫۳۰ است.